# Yichang
Yichang (cinese: 宜昌; pinyin: Yíchāng) è una città-prefettura di medie dimensioni situata nella provincia di Hubei della Repubblica popolare cinese. Amministrativamente il governo municipale ha giurisdizione su cinque contee, cinque distretti urbani, e tre contea satellite (Yidu, Dangyang, Zhijiang). La Diga delle Tre Gole si trova nella sua area amministrativa, nel distretto di Yiling.

## Amministrazione
- Distretto di Xiling (西陵区) - comprende il centro della città
- Distretto di Wujiagang (伍家岗区) -
- Distretto di Dianjun (点军区) -
- Distretto di Xiaoting (Distretto) (猇亭区)
- Distretto di Yiling (Distretto) (夷陵区) -
- Zhijiang (Città) (枝江市)
- Yidu (Città) (宜都市)
- Dangyang (Città) (当阳市)
- Contea di Yuan'an (远安县)
- Contea di Xingshan (兴山县)
- Contea di Zigui (秭归县) - una regione che dista circa 50 km da Yichang, vicino alla Diga delle Tre Gole
- Contea autonoma tujia di Changyang (contea autonoma) (长阳土家族自治县)
- Contea autonoma tujia di Wufeng (contea autonoma) (五峰土家族自治县)

## Società

### Evoluzione demografica
Yichang ha una popolazione di 4.150.000, con una popolazione urbana di 1.338.000. Il gruppo etnico Tujia è stanziale nella zona.

## Economia
Yichang è un importante porto fluviale sul Fiume Azzurro ed è stata a lungo un importante porto di transito e centro di distribuzione delle merci.